# Crozetulus scutatus
Crozetulus scutatus är en spindelart som först beskrevs av Lawrence 1964.  Crozetulus scutatus ingår i släktet Crozetulus och familjen Anapidae. Inga underarter finns listade i Catalogue of Life.